# Armin Feit
Armin Feit (* 1. September 1927 in Essen; † 9. Juli 2012) war ein deutscher Jurist.

## Werdegang
Nach dem Abitur studierte Armin Feit Rechtswissenschaften in Köln, wo er auch seine spätere Ehefrau, die Richterin Erika Feit, geb. Rädler, kennenlernte. Er promovierte 1955 an der Rechtswissenschaftlichen Fakultät der Universität Köln und war seitdem als Rechtsanwalt tätig. Von 1982 bis 1992 war er Präsident des Bundes der Steuerzahler, später Ehrenpräsident. Als Präsident des Verbandes hat er wichtige Impulse in der deutschen Finanzpolitik gesetzt. Nach seiner Präsidentschaft war er viele Jahre Vorsitzender des Verwaltungsrates des Bundes der Steuerzahler Nordrhein-Westfalen. Die Verteidigung der Würde des Menschen gerade auch gegenüber dem Fiskus war ein besonderes Anliegen des beruflichen Wirkens von Armin Feit.
In seinem Ehrenamt wirkte Armin Feit als langjähriger Presbyter der evangelischen Erlöserkirchengemeinde in Essen an der umfangreichen Sanierung der Kirche mit.

## Ehrungen
- 1968: Silberne Steuerschraube des Bezirksverbands Köln der Deutschen Steuer-Gewerkschaft
- Ehrenpräsident des Bundes der Steuerzahler

## Veröffentlichungen
- Die Gewerbesteuer – ewiges Stiefkind der Steuerreform ? In: Besteuerung und Unternehmenspolitik. Sonderdruck aus der Festschrift für Günter Wöhe, München 1989
- Haushaltsrecht versus Wirtschaftlichkeit ? In: Wirtschaftlichkeit in Staat und Verwaltung. Sonderdruck aus Schriftenreihe der Hochschule Speyer, Band 111, 1993
- Kündigungsschutz der Arbeitnehmervertreter 1955 (Dissertation).
- Bezüge von Politikern. Wiesbaden 1986 (im Bestand des Bibliotheksverbund Bayern; Katalogschlüssel: BV025098107).
- Europa 1992, Chance oder Risiko für Steuerzahler? Referate und Protokolle vom V. Deutschen Steuerzahlerkongress 1989. (im Bestand der Bibliothek der Freien Universität Berlin, Katalogschlüssel: BV026834565).
- Zur Privatisierung von Wohnungen in den neuen Ländern. Karl-Bräuer-Institut des Bundes der Steuerzahler 1991
- Liebe Leser – ihr Armin Feit. Präsidium des Bundes der Steuerzahler, Wiesbaden, 1993